# John Savage (homme politique)
Pour les articles homonymes, voir Savage et John Savage.
John Patrick Savage, né le 28 mai 1932 à Newport et mort le 13 mai 2003, était un médecin et homme politique néo-écossais (canadien) qui fut premier ministre de la Nouvelle-Écosse de 1993 à 1997.